# Бабинцев, Владимир Алексеевич
Влади́мир Алексе́евич Ба́бинцев (род. 8 сентября 1946, Берёзовский, Свердловская область) — советский и российский историк и исламовед. Кандидат исторических наук, доцент.

## Биография
В 1973 году окончил исторический факультет Уральского государственного университета имени А. М. Горького.
В 1980 году в Институте Всеобщей истории АН СССР защитил диссертацию на соискание учёной степени кандидата исторических наук по теме международных отношений на Ближнем Востоке в годы Второй мировой войны.
С 1976 года — преподаватель исторического факультета УрГУ. Читает общие лекционные курсы по истории стран Азии и Африки, спецкурсы «Современный исламизм» и «Школа „Анналов“». Также был преподавателем в Свердловском государственном педагогическом университете, в Высшей нормальной школе и Национальной школе администрации Республики Мали.
Области научных интересов — интеллектуальная история Франции, франко-русские интеллектуальные связи, французские левые интеллектуалы, современная французская историография.
Автор статей в журналах «Альтернативы» и «Родина» (Москва), «Звезда» (Санкт-Петербург), «Урал» (Екатеринбург) и др.
Автор переводов произведений Виктора Сержа, Пьера Паскаля, Жака Ле Гоффа, Эммануэля Ле Руа Ладюри, Пьера Шоню, Андре Глюксманна.
С 2007 по 2019 годы являлся деканом исторического факультета Уральского государственного университета имени А. М. Горького (позднее — Уральского федерального университета).